# Біюк-Узень
 Бію́к-Узє́нь, Бую́к-Озє́н (крим. Büyük Özen) — маловодна річка в Україні у Бахчисарайському районі Автономної Республіки Крим, у гірському Криму. Права притока річки Качи (басейн Чорного моря).

## Опис
Довжина річки 6 км, похил річки 21,9 м/км, площа басейну водозбору 18 км², висота витоку річки 600 м над рівнем моря, найкоротша відстань між витоком і гирлом — 4,84 км, коефіцієнт звивистості річки — 1,24. Формується декількома безіменними струмками та загатами.

## Розташування
Бере початок на північно-східній стороні від гори Роман-Кош (1545,3 м). Тече переважно на південний захід через урочище Камбич та понад горою Сахал-Сирт (972,0 м). На північно-східній стороні від гори Кермен (857.4 м) зливається з річкою Писара, утворюючи початок річки Кача.

## Цікаві факти
- Біля витоку річки розташований автошлях Р34 (Романівське шосе — автомобільний шлях регіонального значення на території України, Ялта — Алушта)